# Selección de críquet sub-20 de Indias Occidentales
La selección de críquet sub-20 de Indias Occidentales ha estado jugando partidos de prueba oficiales sub-19 desde 1974. Los futuros jugadores internacionales que han representado al equipo incluyen a Brian Lara, Shivnarine Chanderpaul, Ramnaresh Sarwan y Courtney Walsh. Han jugado 35 partidos, con su último partido contra Inglaterra en Riverside Ground , Chester-le-Street, el 28 de agosto de 2001. Su récord de victorias / derrotas es de 12/5.
El equipo de cricket Sub-20 de las Indias Occidentales ganó su primera Copa Mundial de Críquet Sub-20 en 2016 derrotando a India por 5 terrenos.

## Jugadores

### Equipo actual
| Jugador                  | Fecha de nacimiento (edad)         | Estilo de bateo | Estilo de bowling                      |
| ------------------------ | ---------------------------------- | --------------- | -------------------------------------- |
| Emmanuel Stewart ()      | 23 de agosto de 1999 (18 años)     | Diestro         | –                                      |
| Kirstan Kallicharan (vc) | 29 de diciembre de 1999 (18 años)  | Diestro         | Giro con el brazo derecho              |
| Ronaldo Alimohamed       | 3 de octubre de 1998 (19 años)     | Diestro         | Brazo derecho rápido-medio             |
| Alick Athanaze           | 7 de diciembre de 1998 (19 años)   | Zurdo           | Giro con el brazo derecho              |
| Kittitian Man            | –                                  | –               | –                                      |
| Cephas Cooper            | 11 de julio de 1999 (18 años)      | Diestro         | Giro con el brazo derecho              |
| Jarion Hoyte             | –                                  | –               | –                                      |
| Kimani Melius            | –                                  | –               | –                                      |
| Ashmead Nedd             | –                                  | –               | –                                      |
| Kian Pemberton           | –                                  | –               | –                                      |
| Raymond Perez            | –                                  | –               | –                                      |
| Joshua Persaud (wk)      | 29 de febrero de 2000 (17 años)    | Diestro         | –                                      |
| Jeavor Royal             | 2 de diciembre de 1998 (19 años)   | Diestro         | Ortodoxo del brazo izquierdo           |
| Keagan Simmons           | 26 de marzo de 1999 (18 años)      | Zurdo           | –                                      |
| Bhaskar Yadram           | 18 de septiembre de 1999 (18 años) | Diestro         | Spin con el brazo derecho medio rápido |
| Nyeem Young              | 22 de septiembre de 2000 (17 años) | Diestro         | Medio brazo derecho                    |

Durante los partidos de la fase de grupos, Raymond Perez se lesionó, quedó fuera del torneo y fue reemplazado por Brad Barnes. Joshua Persaud dejó el equipo a mitad del torneo, luego de la muerte de su madre.

### Cuerpo técnico
- Jefe de equipo: Reon Griffith
- Entrenador: Floyd Reifer
- Entrenador asistente: Reon Griffith
- Entrenador de bowling: Roddy Estwick
- Fisioterapeuta: Khevyn Williams
- Entrenador de fuerza y acondicionamiento: Gregory Seale
- Analista de equipo: Dinesh Mahabir